# تينا ديفيدسون
تينا ديفيدسون (بالإنجليزية: Tina Davidson)‏ هي ملحنة أمريكية، ولدت في 30 ديسمبر 1952.

## وصلات خارجية
- تينا ديفيدسون على موقع ميوزك برينز (الإنجليزية)